# Televisió a Bèlgica

Una televisió amb la bandera belga

Bèlgica és dels països capdavanters en matèria televisiva. Fou a Bèlgica mateix que es demostraren les possibilitats a la dècada dels anys 1930 de la televisió.
El país és a l'origen de la introducció de la televisió per cable, de la televisió a color, del teletex, l'IPTV o les emissions panoràmiques. De fet, acumula tota una tradició de cooperació amb televisions de països veïns amb què n'assoleix la creació de programes de televisió col·lectius. Això mateix ha permès la realització del Festival d'Eurovisió de la Cançó o les retransmissions esportives de la UEFA, a més d'altres menes d'emissions globals, com ara cerimònies o esdeveniments històrics. Per exemple, Bèlgica és dels primers països que emeteren conjuntament l'entronització de la reina Elisabet del Regne Unit.
Paradoxalment, però, si hi fem un cop d'ull més proper, aquest caire universalista belga, no es tradueix dins el país mateix. En efecte, des de l'inici que les emissions televisives a Bèlgica s'han separat per comunitats lingüístiques. S'hi creen així doncs canals de televisió de parla francesa, neerlandesa o alemanya per a cada federació. És justament d'aquest ambient federat que neixen col·laboracions profitosa entre països veïns perquè el país ja hi suma una certa experiència en tenir-hi mòduls per comunitat.
Les audiències mateixes s'hi calculen per separat i la televisió pública del país, tot i compartir el mateix edifici, emet canals generalistes equivalents per a cada comunitat lingüística.

## Especificitat del mercat televisiu belga

### El marc polític televisiu
El regne de Bèlgica és una federació sota règim de monarquia parlamentària. Aquest marc polític condiciona el panorama televisiu, ja que el federalisme es va triar aleshores per donar autonomia i drets a cadascuna de les comunitats lingüístiques del país. Així, el panorama televisiu presenta tres tipus de mòduls televisius.
- el bloc de televisions de parla neerlandesa
- el bloc les de parla francòfona
- el bloc les de parla germanòfona

Les tres comunitats lingüístiques es responsabilitzen legalment de les seves pròpies comunicacions audiovisuals vist que cadascuna funciona amb mercat separat en acord amb la realitat lingüística i, per tant, els parlaments federals n'han regulat cadascun les emissions separadament. Això és així des de l'origen de les primeres emissions cablades, pensades per comunitat. La televisió pública, de fet, manté canals generalistes propis a cada comunitat. Això perquè abans de la repartició per comunitats lingüístiques (aprx. 1970) la televisió pública assumia les emissions en tres llengües. Un com es fa la repartició política, es redistribueix tot plegat de la mateixa manera a nivell televisiu i radiofònic.

#### Les audiències de la televisió belga
Com que no existeix cap canal bilingüe o trilingüe, i atès que els canals estan distribuïts per àrea lingüística, les audiències a Bèlgica es mesuren separadament. Aquest per menut és important de subratllar perquè també en condiciona les emissions. Així, per exemple, no seria en gens anormal trobar-se que el públic belga segueix versions de reality xou per llengua, que és una mena de programa globalista. Dit d'una altra forma, flamencs poden seguir perfectament The Voice o el Big Borther neerlandès i no el francès. Per contra, la comunitat valona, de parla francòfona, pot seguir The Voice o el Big Borther de França i no pas la versió neerlandesa, si no en creen una exclusivament per al públic való.
| Posició | Canal       | Grup                | Share (%) |
| ------- | ----------- | ------------------- | --------- |
| 1       | RTL-TVI     | RTL Group           | 20.1%     |
| 2       | TF1         | TF1 Group           | 17.0%     |
| 3       | La Une      | RTBF                | 14.6%     |
| 4       | France 2    | France Télévisions  | 7.3%      |
| 5       | La Deux     | RTBF                | 5.4%      |
| 6       | France 3    | France Télévisions  | 5.2%      |
| 7       | AB3         | AB Groupe           | 4.5%      |
| 8       | Club RTL    | RTL Group           | 4.3%      |
| 9       | Plug RTL    | RTL Group           | 2.0%      |
| 10      | Nickelodeon | MTV Networks Europe | 1.7%      |

| Posició | Canal       | Grup                       | Share (%) |
| ------- | ----------- | -------------------------- | --------- |
| 1       | Eén         | VRT                        | 31.6%     |
| 2       | vtm         | Vlaamse Media Maatschappij | 18.6%     |
| 3       | Canvas      | VRT                        | 9.0%      |
| 4       | VIER        | De Vijver Mediaholding     | 7.1%      |
| 5       | Q2          | Vlaamse Media Maatschappij | 5.0%      |
| 6       | Vitaya      | Vlaamse Media Maatschappij | 4.3%      |
| 7       | VIJF        | De Vijver Mediaholding     | 3.4%      |
| 8       | OP12        | VRT                        | 1.4%      |
| 9       | Nickelodeon | Viacom International       | 1.2%      |
| 10      | vtmKzoom    | Vlaamse Media Maatschappij | 0.9%      |

Font: Centrum voor Informatie over de Media (2012)

## Història de la televisió a Bèlgica

### Televisió hertziana analògica i per cable

#### Els primerencs
La història de la televisió a Bèlgica va estretament vinculada a la història de la televisió en general. En efecte, el país és dels pioners en el desenvolupament de les retransmissions de tota mena.
Gràcies a la invenció del tub catòdic (1897), l'Exposició Universal de París de 1900 i les primeres transmissions d'imatge fixa per ràdio amb so telefotogràfic (1921) que comencen les innovacions a Bèlgica. El país retransmet esdeveniments esportius, històrics, musicals, primerament sense l'ajut de ningú més, després col·lectivament. Fa la competència a la televisió francesa en molts aspectes i es torna una alternativa a les censures del veí.
Tot això gràcies a l'escocès John Logie Baird, qui efectuà a Londres l'any 1926 la primera retransmissió pública de televisió en directe. Llavors, a la dècada dels 1930 nombroses empreses aposten per presentar el nou producte a Brussel·les, capital belga, la més reeixida de les quals fou la presentació que es fe l'any 1935 amb motiu de l'Exposició Universal.

#### Post-Segona Guerra Mundial
Tot acompanyant el fenomen europeu, després que la Segona Guerra Mundial permetés posar a punt els requisits tècnics perquè funcionessin les televisions, és a Bèlgica on s'hi experimenta amb les retransmissions destinades al públic de massa. És justament allò que dur a terme l'any 1947 la societat britànica Pye Ldt.
Als anys 1950 la televisió apareix a les llargs belgues benestants, la resta de la població hi somia però no hi accedeix, llevat d'anar-se'n a un bar. Tant és així que la retransmissió de l'entronització d'Elisabeth II del Regne Unit es fa als carrers; la gent s'atansava als aparadors de les botigues per veure-la.
La retransmissió només es va poder veure a cinc països (Bèlgica, França, Alemanya de l'Oest i Països Baixos) però aleshores mateix l'emissió fou prou captivadora i seduí el públic. En aquesta època, els televidents potencials belgues podien captar les emissions de l'emissor francès de la regió l'Illa de França.
Malgrat l'escepticisme d'època, que anunciava i tot d'avantsala una mort assegurada a l'aparell, l'escriptor Louis-Philippe Kammans remogué cel i terra per tal que es pogués formar un primer equip que assumís unes primeres emissions en obert. Així, vora el final de 1951, les emissions en circuit tancat comencen a emetre des de la seu de l'actual INR (abr. Ràdio i Televisió de Bèlgica de la comunitat francòfona) a la plaça Flagey. S'hi emetia contingut per al públic neerlandòfon i francòfon.
D'aquesta experiència es perfilen dos mercats separats, el francòfon való i el neerlandòfon flamenc, que avui encara és vigent.
Les emissions eren força rudimentàries, car tot plegat es resumia a unes sis hores diàries i només la població afortunada, resident a un diàmetre de 40 quilòmetres de Brussel·les, podia rebre'n el senyal televisiu. D'aquesta manera, la dècada dels anys 1950 a Bèlgica es va anant perfilant amb dos canals nacionals, de parla francòfona i neerlandesa. Les francòfones provenien de l'RTF de la regió d'Illa de França (França), les emissions neerlandòfones, del senyal de costes de la BBC anglesa.
Bo i tenint de rerefons l'experiència de l'entronització de la reina britànica, neix a Bèlgica la xarxa UER, un agrupament de televisions de països europeus, amb l'objectiu d'intercanviar-se programes de televisió. És d'aquest grup que neix el prestigiós Festival d'Eurovisió de la Cançó.
La primera emissió conjunta fou un reportatge del campionat del món de futbol celebrat l'any 1954 a Suïssa i emès per vuit països europeus. Aquesta col·laboració tindrà efectes molt positius perquè és d'aquí que es basteix el basament de les retransmissions esportives i d'altra mena a Europa.
L'any 1956 Bèlgica se n'ha de desdir i crear el seu telenotícies a banda perquè França fa ús d'aquesta plataforma per emetre-hi propaganda en el marc de la Crisi del canal de Suez.

#### El color i el cable
És vora el final dels anys 1950 que es posen en marxa les primeres emissions en color a Bèlgica. El país torna a demostrar la iniciativa. Aprofita efectivament per emetre reportatges sobre els processos de descolonització.
Torna a ressorgir la idea de col·laborar entre països, principalment francòfons, com ara Suïssa o França.
Als anys 1960 s'emeten les primeres sèries de ficció en color, peces de teatre i pel·lícules. Gairebé com a déjà vu el casament del rei belga Baudouin és retransmès en color, fet que va potenciar la compra massiva d'aparells televisius.
A la mateixa dècada les emissions vingudes de França disminueixen alhora que apareixen les primeres iniciatives de televisió per cable. Desapareix l'INR per donar lloc a l'RTBF.

#### Canvis de final de segle
A la dècada dels 1970 la televisió a color ja és una realitat a Bèlgica i el progrés tècnic a nivell televisiu ja és notable a les emissions del Festival d'Eurovisió, l'un dels programes més preuats i vists a Europa, promotor de carreres musicals, moment en què els països francòfons tenen en l'escena internacional un pes considerable, fet que es veu perfectament reflectit al mateix Festival, emès íntegrament en llengua francesa i amb la participació reeixida dels satèl·lits francesos: Mònaco, Bèlgica i Luxemburg; hui el Festival d'Eurovisió s'emet íntegrament en anglès. La dècada ve acompanyada igualment d'un nou canal de televisió.
Els 1980 estan marcats per l'aparició de la primera televisió francòfona de caràcter internacional (TV5), el llançament de Canal+ per a la comunitat francòfona belga, un cert procés de racionalització (pla Horizon 97) i la vertebració vertadera d'un panorama televisiu adaptat a la realitat lingüística del país. Llavors apareixen noves televisions i el panorama televisiu es torna molt més variat i qualitatiu. Els progressos tecnològics ja són molt més grans.

### Televisió digital terrestre
L'aparició de la televisió digital terrestre és a Bèlgica, com a la resta de països membres de la Unió Europea, un assumpte promogut des de la Unió Europea mateix.
Durant el maig del 2005 la UE resol imposar, tan sí com no, el nou sistema a tots els països membres i, una mica com a la resta d'Europa, el procés de digitalització belga vingué acompanyat de nous canals, canvis d'imatge i substitució definitiva del senyal analògic pel digital vers el 2008-2011.
La televisió digital terrestre es va fer sense renunciar a la televisió de pagament de forma que les dues comunitats lingüístiques més nombroses del país, la francesa i la neerlandesa, disposen al voltant de tres a quatre televisions en llengua pròpia i, tot seguit, una llista de fins a vint canals temàtics de pagament; d'idioma repartit. La comunitat germanòfona, en canvi, minoritària, només disposa d'un canal gratuït. 
L'arribada de la TDT no ha estat un gran esdeveniment perquè el 95% de les llars belgues contracta la televisió per cable. El sistema mateix de les operadores empeny a consumir televisió cablada. Tanmateix, l'RTBF aprofita l'entrada de la TDT per a participar en la creació del canal Euronews.
Euronews és un canal de televisió focat únicament en l'emissió de notícies les vint-i-quatre hores del dia. És una iniciativa francesa que vol donar informació de tot el continent. Es construeix com una alternativa a la BBC World. Neix després de la Guerra de l'Irac com alternativa als canals de notícies estatunidencs. En efecte, els EUA i el Regne Unit {se serviren dels seus canals de difusió d'informació les vint-i-quatre hores al dia per tal d'emetre-hi propaganda favorable a la guerra. A diferència dels canals estatunidencs, Euronews es vol un projecte col·laboratiu en què hi participen tots els països membres de la Unió Europea o que malgrat no ser-hi vulguin afegir-s'hi, tot i que no respecta totalment la varietat lingüística del continent i fa tria ideològica d'idiomes.

#### Multiplataforma
És a la dècada dels anys 2000 quan apareixen les primeres iniciatives de televisió a la carta una mica per tot el món i, a Bèlgica, els principals canals de televisió nacionals muten ràpidament cap al multiformat.
Degut a la seva situació lingüística, Bèlgica aprofita l'oferta feta des de països germanòfons, francòfons i neerlandòfons per tal d'oferir un ventall més ampli de canals de televisió. Així, per exemple, l'IPTV s'ofereix des d'operadors belgues, però també francesos, com és el cas de Molotov.tv o Salto.

## Llista de canals

### Emissions obertes
Una volta més, arran de la separació lingüística, existeixen dos canals públics, segons la tria lingüística. D'una banda, la VRT emet del costat flamenc per a la població de parla neerlandesa i, d'altra banda, l'RTBF emet per al costat való, de parla francesa. La comunitat germanòfona, per la seua banda, també té el seu mateix canal públic, la BRF TV. És important notar-ho perquè aquesta separació lingüística també es tradueix en la distribució televisiva.
| Canals flamencs: - Één - Ketnet - Canvas | Canals valons: - La Une - La Deux - La Trois - Euronews (en francès) | Canals germànics: - BRF TV |

A diferència de molts altres països europeus, majoritaris, la televisió digital terrestre no té una penetració molt elevada perquè des que s'implantà la televisió per cable que els operadors del país han anat proposant fórmules prou seductores com per orientar el públic a pagar televisió. S'estima que el 95% de les llars belgues tenen contractat algun tipus de paquet de televisió de pagament. Això fa que el panorama televisiu s'amplie molt més si hom paga i, en canvi, s'emeten a totes les zones lingüístiques els mateixos canals, amb independència de si s'adrecen a un públic neerlendòfon o francòfon, o siga, si són en neerlandès, francès o alemany. L'oferta televisiva és en aquest sentit autòctona.
| - VTM - 4 - VIJF - ZES - Vitaya - Kadet - NPO 1 | - NPO 2 - NPO 3 - RTL-TVI - Club RTL - Plug RTL - Q2 |  |

### Per cable
En coherència amb la divisió lingüística, dos grans operadors proposen, per cada àrea lingüística, els seus productes, sempre orientats segons la llengua pròpia de les federacions.
- Telenet (operador flamenc)
- VOO (operador való)

Els dos operadors ofereixen a més a més televisió, internet i telèfon. Existeix un tercer operador, històric, Proximus, que proposa també internet, televisió i telèfon a totes les zones lingüístiques confoses.
La graella televisiva de cada operador s'orienta doncs segons la llengua del públic. Cal tenir en compte que a Bèlgica també es reben televisions no autòctones però que parlen en alguna de les llengües del país. Així, no és estrany que el públic való puga accedir a les televisions franceses o que el públic flamenc accedeixi a les holandeses. Tant és així que, per exemple, el canal franco-germànic de cultura ARTE disposa de la seua pròpia versió per al públic francòfon belga. En total es calculen unes 80 televisions per operador.
L'operador VOO és l'únic que va mantindre les seves emissions en analògic fins al mes de juny de 2023, oferint un total de 16 canals analògics: La Une, Tipik, La Trois, RTL-TVI, Club RTL, Plug RTL, AB3, TF1, France 2, France 3, France 5/Arte Belgique (en canal compartit fins l'1 de juny de 2022, i després només Arte), TV5 Monde, Éen, Canvas, Rai 1 i un canal local segons la localitat.

### Per via satèl·lit
La TV Vlaanderen ofereix televisió per satèl·lit destinada, una volta més, al mercat flamenc de llengua neerlandesa, transmès a través de l'Astra 1L i de l'Alstra 1M a 19,2 graus E. Del costat francòfon, és TéléSAT Numérique qui s'encarrega de l'oferta televisiva per al públic de parla francesa. Es capten canals a través de l'Eutelsat Hot Bird a 13 graus E i de l'SES Astra a 19,2 graus E. L'una com l'altra opció són propietat del grup belga M7 Group SA. Finalment, els canals públics, l'RTBF i la VRT posseeixen les seues pròpies versions internacionals. Paral·lelament, el públic francòfon pot gaudir igualment de TV5MONDE, un canal de caràcter internacional creat exclusivament per al públic francès no resident a França.

### IPTV
Els dos principals operadors de televisió per cable també ofereixen televisió digital i per internet. Ara bé, operadors francesos també s'han implantat a Bèlgica i ofereixen únicament internet i telèfon. És el cas, per exemple, de SFR o de Orange. Això significa que l'IPTV l'ofereixen principalment aquests dos darrers operadors tot i que l'antiga Belgacom (ara Proximus) també ofereix IPTV via ADSL. La situació lingüística del país fa que paral·lelament el públic de cada zona lingüística accedeixi individualment als productes d'empreses independents com Molotov.tv o FilmOn TV.